# Ballsträusschen
Ballsträusschen (Balbuketter), op. 379, är en schnellpolka av Johann Strauss den yngre. Den framfördes första gången den 19 februari 1878 i Sofienbad-Saal i Wien.

## Historia
Ballsträusschen är en av de relativt få fristående orkesterverk som Johann Strauss skrev efter att han hade övergått till att komponera operetter. Den skrevs till Författare- och Journalistföreningen "Concordia" och framfördes första gången vid deras karnevalsbal i Sofienbad-Saal den 19 februari 1878. Det var Johanns yngre broder Eduard Strauss som dirigerade Capelle Strauss. 1899 använde Adolf Müller teman från polkan till akterna I och II av den postuma Strauss-operetten Wiener Blut.

## Om polkan
Speltiden är ca 2 minuter och 44 sekunder plus minus några sekunder beroende på dirigentens musikaliska tolkning.